# Набережные Челны
На́бережные Челны́ (тат. Яр Чаллы), с 1982 по 1988 год — Бре́жнев (тат. Брежнев) — город республиканского значения в Татарстане, Россия.
Расположен на северо-востоке республики на левом берегу реки Камы, реки Челны и Нижнекамского водохранилища.
В рамках административного деления образует муниципальное образование город Набережные Челны Республики Татарстан со статусом городского округа как единственный населённый пункт в его составе, административный центр Тукаевского района (сам город в район не входит).
Крупный промышленный центр, главный город Нижнекамского территориально-производственного комплекса и Набережночелнинской агломерации.
Второй по численности населения город Татарстана, 30-й в России и второй среди городов, не являющихся центрами субъектов федерации.
В городе расположен автогигант «КамАЗ».

## Этимология
Первое поселение на месте города называлось Чалнинский починок, от реки Чалны. При дальнейших изменениях названий «Чалны» трансформировалось в «Челны», возможно, потому, что основная часть поселения (ныне так называемые Красные Челны) тогда действительно располагалась на сильно выдающемся в реку Каму красноватом глинистом мысу, напоминавшем нос лодки. Тем не менее у исследователей до сих пор нет единого мнения по этому вопросу.
Существует версия, что «Челны» пошло не от лодки (чёлн), а от «Чаллы» (может быть в значении «камень», при этом «чал» — камень сравнительно мягкой породы, обычно «седой», серовато-белой окраски, какую имеют известняки и доломиты, также «чаллы» — «коренной человек», «старожил», «старый»), переосмысления тюркского «чаллы» (гора, косогор, голая возвышенность) или тюркских названий реки Камы — Чулман или Чоллыман, где «чул», «чол(лы)» — «камень», а ман — река. Иные схожие названия могут означать значения, связанные с водой («челна» — исток реки), народом (поселения болгарского племени челматов недалеко от современной Елабуги), «чалым» окрасом.
Город сформировался из двух стоящих рядом сёл, разделённых рекой Мелекеской, — Мысовые Челны и Бережные Челны. В 1982 году город был переименован в Брежнев в память о советском партийном и государственном деятеле Л. И. Брежневе, но уже 6 января 1988 года ему возвращено исконное название Набережные Челны.

## География
Городской округ граничит с Тукаевским и Елабужским районами.
Основные реки в городе: Кама, Челна, Шильна и их притоки — Мелекеска, Ялхов, Ржавец, Гардалинка.
Расстояние до Нижнекамска — 35 км, до Казани — 237 км.

## Климат
Климат умеренный, переходный от умеренно континентального к континентальному, характерны довольно большие годовые амплитуды температуры. Зима долгая и суровая, длится почти 5 месяцев, среднесуточная температура с устойчивой температурой ниже 0 °C устанавливается с начала ноября по конец марта. Самый холодный месяц — январь. Лето тёплое, длится все календарное лето с начала июня по конец августа, когда среднесуточная температура устойчиво держится выше +15 °C, самый жаркий месяц — июль. Распределение осадков во время года равномерное с небольшим увеличением в летние и осенние месяцы. На влажность города сильно влияет Нижнекамское водохранилище, за счёт этого в городе никогда не бывает слишком сухо. Среднегодовое количество осадков — 652 мм.
- Среднегодовая температура — +4,0 °C
- Среднегодовая скорость ветра — 4,6 м/с
- Среднегодовая влажность воздуха — 79 %

| Показатель                                            | Янв.  | Фев.  | Март  | Апр. | Май  | Июнь | Июль | Авг. | Сен. | Окт. | Нояб. | Дек.  | Год  |
| ----------------------------------------------------- | ----- | ----- | ----- | ---- | ---- | ---- | ---- | ---- | ---- | ---- | ----- | ----- | ---- |
| Средний суточный максимум, °C                         | −7,5  | −7,1  | −1,1  | 8,4  | 17,7 | 23,2 | 24,7 | 21,4 | 15,3 | 6,8  | −2,3  | −7    | 7,8  |
| Средняя температура, °C                               | −11,2 | −11   | −5,8  | 4,3  | 13,3 | 18,6 | 20,3 | 17,5 | 12,0 | 4,2  | −5,1  | −10,5 | 4,0  |
| Средний суточный минимум, °C                          | −15,3 | −15,4 | −10,6 | −0,3 | 7,9  | 12,9 | 14,8 | 13,0 | 8,4  | 1,5  | −8,1  | −14,3 | −0,4 |
| Норма осадков, мм                                     | 40    | 40    | 30    | 35   | 50   | 55   | 45   | 50   | 50   | 60   | 50    | 50    | 555  |
| Источник: Метеоданные Татарстана Туристический портал |       |       |       |      |      |      |      |      |      |      |       |       |      |

| Показатель                                            | Янв.  | Фев. | Март | Апр. | Май  | Июнь | Июль | Авг. | Сен. | Окт. | Нояб. | Дек.  | Год |
| ----------------------------------------------------- | ----- | ---- | ---- | ---- | ---- | ---- | ---- | ---- | ---- | ---- | ----- | ----- | --- |
| Средний суточный максимум, °C                         | −7    | −6,8 | 0,6  | 9,3  | 19,8 | 24,7 | 26,5 | 21,6 | 17,7 | 7,1  | −2    | −6,5  | 8,6 |
| Средняя температура, °C                               | −10,5 | −10  | −5,1 | 5,6  | 15,5 | 20,0 | 21,6 | 19,8 | 14,5 | 4,5  | −4,9  | −9,9  | 5,1 |
| Средний суточный минимум, °C                          | −14,2 | −14  | −8,8 | 0,5  | 9,3  | 13,4 | 16,7 | 14,4 | 9,0  | 2,0  | −7,8  | −13,6 | 0,6 |
| Норма осадков, мм                                     | 45    | 40   | 34   | 42   | 55   | 71   | 58   | 54   | 60   | 80   | 63    | 50    | 652 |
| Источник: Метеоданные Татарстана Туристический портал |       |      |      |      |      |      |      |      |      |      |       |       |     |

## История
Первые поселения, как показывают археологические раскопки, в районе современных Набережных Челнов были основаны племенами срубной культуры ещё в середине III тысячелетия до нашей эры, в эпоху бронзового века.
В новое время первым поселением на месте города был основанный русскими крестьянами из близлежащего города Елабуги в 1626 году Чалнинский починок (впоследствии село Мысовые Челны, а с 1930 года — Красные Челны). Сам город вырос из основанного чуть позже соседнего села Бережные Челны.
К концу XIX века село стало крупным центром хлебной торговли. В 1914 году правительство Российской Империи начало строительство хлебного элеватора, который на тот момент стал третьим по ёмкости в России.
С 1921 по 1930 годы Набережные Челны был административным центром Челнинского кантона.
10 августа 1930 года постановлением ВЦИК СССР селу Набережные Челны присвоен статус города. Бурный рост Набережные Челны испытали с начала 1970-х в связи со строительством гигантского по размерам Камского автомобильного завода (КАМАЗ) и новых жилых массивов для работников завода. Ежегодно десятки тысяч людей со всего Советского Союза ехали на строительство завода. 35-тысячный прежде город за 20 лет бурного роста достиг отметки в полмиллиона при планировавшемся населении в 350 000 человек. Территория, охваченная масштабным жилищным строительством, начавшимся в связи с возведением КамАЗа, получила название Новый город.
Параллельно с бурным ростом Набережных Челнов и соседнего Нижнекамска (там в 1961—1973 г. построены нефтехимический и шинный комплексы) появились аэропорт Бегишево (1970—1971), Нижнекамская ГЭС (1963—1979), Нижнекамское водохранилище (1978—1979), железная дорога Агрыз — Круглое Поле (1976—1982), строилась Татарская АЭС (1980—1990, не достроена), Камский тракторный завод в Елабуге (1984—1990-е).
В 1982—1988 годах город назывался Брежнев (по имени бывшего главы СССР Л. И. Брежнева, в период правления которого город был фактически построен с нуля), после чего городу было возвращено историческое название.
В постсоветский период в 1990-х годах моногород испытал стагнацию в связи с общим для страны упадком промышленности, а также крупным пожаром и полным разрушением завода двигателей КАМАЗа 1993 года. Это сопровождалось разгулом преступности (уровень которой был довольно высок уже в 80-е годы) и подъёмом татарского национализма.

## Урбанистика
Набережные Челны — эксперимент по строительству города, сочетание линейного города и микрорайонной застройки. При строительстве города и КАМАЗ приоритет отдавался заводу, социальную инфраструктуру города предполагалось построить в последующем. Однако экономическая нестабильность 90-х годов и традиционные недостатки микрорайонной застройки предопределили недообустроенность и стихийное развитие города к 2020 году.
Совокупность недообустроенности города и экономических проблем моногорода в 90-х годах стала причиной всплеска молодёжных криминальных групп в 90-х гг., проявлению религиозных течений в городе, в том числе радикальных террористических ячеек. Всплеск молодёжной преступности город испытал ещё в 1980-х.
По состоянию на 2020 год город представляет собой жилую зону и промышленную зону. Промышленная зона из-за завода «КамгэсЗЯБ» частично разделяет жилую зону. В городе отсутствует общественный центр, имеется однообразная застройка, неблагоустроенные микрорайоны и приоритет развития автомобильной инфраструктуры.
Для дальнейшего развития города эксперты считают необходимым решение следующих вопросов:
1. Развитие города как центра Камской агломерации (образовательный центр, уход от статуса моногорода)
2. Обустройство зелёных коридоров и преобразование Камской набережной как общественной части города
3. Формирование городских общественных центров
4. Преобразование крупных микрорайонов
5. Смена парадигмы «автомобильного города» на «пешеходный город» (пешеходные коммуникации, удобные наземные переходы, общественный транспорт)
6. Формирование уникальной идентичности города[13].

## Население
| 1897     | 1926     | 1931     | 1939     | 1959     | 1967     | 1970     | 1971     | 1973     | 1975     | 1976     | 1979     |
| -------- | -------- | -------- | -------- | -------- | -------- | -------- | -------- | -------- | -------- | -------- | -------- |
| 1000     | ↗4000    | ↗5000    | ↗9400    | ↗19 103  | ↗33 000  | ↗37 923  | ↗55 000  | ↗126 000 | ↗231 000 | →231 000 | ↗301 381 |
| 1982     | 1985     | 1986     | 1987     | 1989     | 1990     | 1991     | 1992     | 1993     | 1994     | 1995     | 1996     |
| ↗374 000 | ↗451 000 | ↘446 000 | ↗480 000 | ↗500 309 | ↗511 000 | ↘510 000 | ↗514 000 | ↗520 000 | ↗524 000 | ↗531 000 | ↘530 000 |
| 1997     | 1998     | 1999     | 2000     | 2001     | 2002     | 2003     | 2004     | 2005     | 2006     | 2007     | 2008     |
| ↘522 000 | ↗525 000 | ↘518 300 | ↘514 700 | ↗518 300 | ↘509 870 | ↗509 900 | ↘508 900 | ↘507 900 | ↘507 200 | ↘506 400 | ↘506 100 |
| 2009     | 2010     | 2011     | 2012     | 2013     | 2014     | 2015     | 2016     | 2017     | 2018     | 2019     | 2020     |
| ↗507 868 | ↗513 193 | ↗513 773 | ↗516 637 | ↗519 025 | ↗522 048 | ↗524 444 | ↗526 750 | ↗529 797 | ↗532 472 | ↗533 907 | ↘533 839 |
| 2021     | 2023     | 2024     | 2025     |          |          |          |          |          |          |          |          |
| ↗548 434 | ↘545 750 | ↘544 383 | ↗548 221 |          |          |          |          |          |          |          |          |

На 1 января 2025 года по численности населения город находился на 30-м месте из 1124 городов Российской Федерации..
Национальный состав
Согласно итогам Всероссийской переписи населения 2020 года (из числа указавших национальность), в городе проживали: татары — 48,32 % (261,0 тыс. человек), русские — 46,18 % (249,5 тыс.), чуваши — 1,12 % (6,0 тыс.), башкиры — 0,74 % (4,0 тыс.), украинцы — 0,50 % (2,7 тыс.), кряшены — 0,44 % (2,4 тыс.), марийцы — 0,40 % (2,1 тыс.), и др. — 2,30 % (12,2 тыс.)
Согласно итогам переписи 2020 года, в городе наблюдается наивысшая среди всех районов республики доля украинцев, башкир, белорусов (0,12 %).
По переписи населения 1989 года: русские — 48,7 %, татары — 40,6 %, чуваши — 2,5 %, украинцы — 2,3 %, башкиры — 1,9 %.

## Административное деление
Город разделён на три района. Согласно статье 40 Устава муниципального образования город Набережные Челны, в структуре Исполнительного комитета они имеют свои территориальные органы:
- исполнительный комитет Автозаводского района,
- исполнительный комитет Центрального района,
- исполнительный комитет Комсомольского района.

## Экономика

### Промышленность
По итогам реализации всех проектов на декабрь 2019 года в Набережных Челнах создано свыше 5 тысяч рабочих мест, привлечено 14,9 млрд руб. инвестиций. Общий объём средств Фонда развития моногородов для г. Набережные Челны составил 2,3 млрд рублей.
Набережные Челны — крупный промышленный центр на Каме. Основные отрасли — машиностроение, электроэнергетика, строительная индустрия, пищевая и перерабатывающая промышленность. Ключевым (градообразующим) предприятием города является Камский автомобильный завод, на долю которого приходится почти три четверти объёма промышленной продукции, произведённой в Челнах. Набережные Челны является моногородом и входит в перечень городов со сложным социально-экономическим положением.
Набережночелнинский картонно-бумажный комбинат является единственным производителем бумаги в Татарстане. Набережные Челны — исторически один из крупнейших центров пищевой промышленности. В промышленной зоне города находятся Набережночелнинский мясокомбинат и Набережночелнинский молочный комбинат, а продукция птицефабрики «Тукаевская» и хладокомбината вывозится за пределы города и республики.
Энергетическую отрасль представляет Набережночелнинская теплоэлектроцентраль и Нижнекамская гидроэлектростанция, а также организации, обслуживающие тепловые, электрические и инженерные коммуникации. Объём отгруженных товаров собственного производства в 2010 году — 14,6 млрд руб.
28 января 2016 года по указу премьер-министра России Дмитрия Медведева городу присвоили статус ТОСЭР.

## Транспорт

#### Междугородный транспорт
Набережные Челны — крупный железнодорожный, автотранспортный и авиационный узел, известный на Каме речной порт.
- В городе имеется структурное подразделение Куйбышевской железной дороги ОАО «РЖД» — Камское отделение КБШ ЖД, которое осуществляет оперативное руководство перевозками в Прикамском регионе (железная дорога Агрыз-Акбаш). Непосредственно город Набережные Челны обслуживают две железнодорожные станции.

Во-первых, это станция Круглое Поле с 28 станционными путями для приёмо-отправления поездов, грузовым двором для погрузки-разгрузки вагонов, сортировочной горкой для формирования и расформирования поездов.
Во-вторых, это грузопассажирская станция Набережные Челны. Здесь производятся погрузка и выгрузка вагонов, подаваемых по подъездным путям на оптовые базы и перерабатывающие предприятия. На территории станции построен современный объединённый железнодорожный и автобусный вокзал с одновременным приёмом 1500 пассажиров. Со станции Набережные Челны поезда дальнего следования следуют прямым сообщением в Москву, Казань, Ульяновск, Ижевск, Бугульму, Адлер, Пермь, Волгоград, Саратов, Краснодар. Местное железнодорожное сообщение представлено двумя ежедневными рейсами по маршруту Ижевск — Нижнекамск.
Кроме того, в городе имеются ведомственные железнодорожные хозяйства, принадлежащие ПАО «КАМАЗ» и пермскому ООО «Железнодорожное управление», способные обрабатывать до 1200 вагонов в сутки.
Железная дорога неэлектрифицирована. Электрификация участка Агрыз — Биклянь велась до 1991 года, впоследствии была приостановлена и заброшена, затем, распоряжением правительства РФ от 17 июня 2008 г. № 877-р полностью отменена.
- Речной порт Набережных Челнов позволяет принимать под обработку сухогрузные и пассажирские суда смешанного типа плавания «река-море». Здесь оборудован причал для переработки, хранения тарно-штучных грузов и контейнеров. Длина его — 217 погонных метров, проектные возможности по перевозке грузов до 112 тысяч тонн за навигацию. В порту есть и пассажирский речной вокзал, где одновременно могут пришвартоваться четыре судна. Инфраструктура вокзала позволяет обслужить до 200 тысяч пассажиров за навигацию.
- Международный аэропорт Бегишево обслуживает города и районы Нижнекамской агломерации и Нижнекамского ТПК.

#### Городской транспорт
Городской транспорт представлен 14 маршрутами трамвая и 21 маршрутами такси.
В конце 1980-х — начале 1990-х гг существовал проект организации в городе также троллейбусного движения, который в итоге был отклонён ввиду нецелесообразности распыления ресурсов при наличии крупной трамвайной системы.

Набережночелнинский трамвай — одна из последних новых трамвайных систем в СССР и России, близкая к скоростному трамваю, была создана для обеспечения больших пассажирских потоков между жилыми районами города и обширным производственным комплексом КАМАЗа и другими крупными предприятиями. 
 Является одной из крайне немногих в постсоветской России трамвайных систем увеличивавшихся в 1990-е и 2000-е годы и имеющая планы дальнейшего развития, в том числе как строительства новых участков в городе, так и создания линии междугородного скоростного трамвая до Елабуги, проект которой был разработан ещё в советский период. Обслуживается система предприятием ООО «Электротранспорт». В 2014 году в городе был введён в эксплуатацию новый 6-километровый участок трамвайной линии, соединивший кратчайшим путём Старую часть города с Новой.
К концу 2000-х годов частные маршрутные такси практически заменили муниципальные автобусы, а в 2020 году заменили полностью. ОАО «ПАТП» было официально объявлено банкротом в 2008 году. С 2009 года начата реформа городского автобусного сообщения, имеющая целью вытеснение маршрутных такси особо малой и малой вместимости и восстановление парка и маршрутной сети автобусов. Однако до сих пор (15.07.2012) муниципальные автобусы ходят только по маршруту № 207А. Всего на 2012 год на городских маршрутах работало более 700 автобусов, большую часть из которых составляли автобусы средней и малой вместимости.
|                                              |  |                                                                         |  |  |
| Трамвайные вагоны 71-605 на проспекте Яшьлек |  | Трамваи и маршрутные микроавтобусы Ford Transit на Московском проспекте |  |  |

## Высшие учебные заведения
Список высших учебных заведений города:
- Казанский Федеральный Университет (филиал)
- Набережночелнинский государственный педагогический университет
- Набережночелнинский государственный торгово-технологический институт (НГТТИ)
- Региональный институт передовых технологий и бизнеса (РИПТиБ)
- Камский институт искусств и дизайна (КИИД)
- Камский институт (Камская Академия)

Филиалы ВУЗов
- Набережночелнинский филиал Казанского национального исследовательского технического университета им. А. Н. Туполева — КАИ
- Набережночелнинский институт (филиал) Казанского (Приволжского) федерального университета (К(П)ФУ)[63]
- Набережночелнинский филиал Казанского инновационного университета имени В. Г. Тимирясова (ИЭУП)
- Набережночелнинский филиал Нижегородского государственного лингвистического университета им. Н. А. Добролюбова (НГЛУ) (приём абитуриентов приостановлен)
- Набережночелнинский филиал Университета управления ТИСБИ
- Набережночелнинский филиал Татарского государственного гуманитарно-педагогического университета
- Филиал Восточного института экономики, гуманитарных наук, управления и права (ВЭГУ)
- Филиал Московского государственного университета культуры и искусств
- Филиал Московского социально-гуманитарного института (МГСГИ)
- Российская международная академия туризма (Волжско-Камский филиал)

## Культура

### Театры
- Русский драматический театр «Мастеровые»
- Набережночелнинский государственный татарский драматический театр
- Театр кукол
- Молодёжный театр-студия «Ключ»[64]
- Городская школа театрального искусства
- Новый драматический театр «Liberta»[65]

### Кинотеатры
- Кинокомплекс «Иллюзиум» — 3 зала.
- Мультикомплекс «Синема парк» — 8 залов.
- Киноцентр «Синема 5» — 5 залов.
- Кинотеатр «Мадагаскар»- 5 залов

### Музеи и галереи
- Государственный музей истории города и строительства КАМАЗа
- Картинная галерея[66]
- Музей истории города Набережные Челны[67]
- Музей истории и боевой славы автомобильных войск
- Музей экологии и охраны природы
- Художественная галерея Фёдорова Э. В[68].
- Музей памяти В.Высоцкого (ГЭС)
- Культурно-образовательная платформа «Метро»

### Дворцы, Дома культуры, Концертные залы
- Городской Дворец Творчества Детей и Молодёжи[69]
- Дом дружбы народов «Родник»[70]
- ДК «Камаз»
- ДК «Энергетик»[71]
- Органный зал[72]
- Дворец торжеств[73]

## Религиозные объекты

### Мечети
- Джамиг— строящаяся крупнейшая и высочайшая соборная мечеть[74]
- Абузар[75]
- Ак мечеть
- Билал
- Ихлас[75]
- Рамазан
- Тауба[75]
- Туфан
- Чишмэ
- Кэусар

### Православные храмы
- Свято-Вознесенский собор
- Храм святых бессребренников Космы и Дамиана
- Храм святого Тихона, патриарха Московского
- Храм преподобного Серафима Саровского

### Протестантские общины
- Церковь евангельских христиан «Возрождение»
- Церковь христиан веры евангельской «Дом Евангелия»
- Церковь христиан веры евангельской, входит в Объединённую церковь христиан веры евангельской
- Церковь Адвентистов седьмого дня

|                                   |  |              |  |                          |  |                                             |
| Строящаяся соборная мечеть Джамиг |  | Мечеть Туфан |  | Свято-Вознесенский собор |  | Храм святых бессребренников Космы и Дамиана |

## Прочие достопримечательности

### Памятники
Один из крупнейших и оригинальных в стране памятников В. С. Высоцкому в виде гитары на площади его имени.
Несколько других памятников, в том числе исполненных в стиле современного искусства, например, героям в виде летящей женщины, воинам-интернационалистам на стеле на зелёном холме, ангелу-хранителю в виде птицы.

### Бизнес-Центр 2/18
Здание главной гостиницы: 24-этажная цилиндрическая башня в центре Нового Города, которую видно почти из любой точки города. Строилась с 1980-х годов. Строительство было приостановлено в связи с финансовыми трудностями в годы реформ. С середины 1990-х годов возникали различные проекты завершения здания — в виде гостиницы, офисного центра или даже самой большой в мире рекламы пивной банки. Президентом Татарстана была предложена продажа здания «за рубль» местной предпринимательнице при условии скорой достройки и ввода в эксплуатацию. Однако, в связи с отсутствием в городе потребностей в большом количестве гостиничных или офисных номеров и соответствующих инвестиций, здание оставалось «долгостроем» до 2006 года, когда с привлечением английских инвесторов начались работы по его достройке и рестайлингу в стиль «хай-тек» в качестве гостиницы «Сити-центр». В 2008 году объект сдан в эксплуатацию.

### Набережночелнинский дельфинарий
Набережночелнинский дельфинарий — филиал Анапского дельфинария, единственный стационарный дельфинарий в Поволжье. Открыт в 2006 году на базе прыжковой ванны бассейна «Дельфин», глубина которой составляет 6 метров. Сейчас бассейн заполнен морской водой. Количество мест в зрительном зале рассчитано на 350 человек. По состоянию на 2012 год в дельфинарии живут шесть дельфинов и северный морской лев.

### Набережночелнинская картинная галерея
Набережночелнинская картинная галерея была создана 1980 году как филиал Государственного музея изобразительных искусств Республики Татарстан и является государственным хранилищем художественных ценностей, произведений изобразительного, декоративно-прикладного и народного искусства. В основной фонд входят подлинные памятники принадлежащие Музею ГМИИ Республики Татарстан, а начиная с 2006 года в галерее формируются собственные фонды. Картинная галерея осуществляет на основе своих коллекций научно-исследовательскую и культурно-просветительскую деятельность, основными формами которой являются: экспозиционно-выставочная; экскурсионное обслуживание; организация разовых лекций, лекционных циклов, бесед по изобразительному искусству; экскурсии по скульптурным памятникам города; организация передвижных выставок; цикл литературно-музыкальных вечеров; издательская деятельность; встречи с художниками; мастер-классы; детская изостудия.

### Прочее
В День республики, 30 августа, на площади Азатлык традиционно проводится фестиваль цветов.
Ежегодно с размахом празднуется сабантуй.
В городе есть кладбища с необычными для таких мест названиями — Студенческое кладбище и Молодёжное кладбище. Это, однако, не означает, что в городе повышенная смертность среди студентов и молодёжи. Студенческое кладбище, ныне не действующее, расположено вблизи одноимённой остановки транспорта, названной так в честь одного из первых высших учебных заведений города. Название Молодёжного кладбища, единственного действующего в городе, происходит от ранее находившегося рядом временного посёлка строителей Молодёжный.

## Спорт

### Спортивные команды и клубы
- Футбольный клуб «КАМАЗ» — заводская футбольная команда, основанная 11 ноября 1981 года на Прессово-рамном заводе «КАМАЗа». В 1990-х годах на протяжении пяти сезонов команда выступала в Высшей лиге чемпионата России. По состоянию на 2022 год участвует в Первом дивизионе ФНЛ 2021/22.
- Футбольный клуб «Сатурн» — клуб, существовавший с 2001 по 2006 годы и принимавший участие в чемпионатах города, Республики Татарстан, первенстве МФС «Приволжье», во втором дивизионе Чемпионата России.
- Футбольный клуб «КамАЗавтоцентр» — клуб, существовавший с 1992 по 1995 годы. Принимал участие в чемпионате Республики Татарстан и во втором дивизионе Чемпионата России. Лучшее достижение в первенстве России — 5 место в 6 зоне второй лиги в 1993 году.
- Хоккейный клуб «Челны» — клуб основан 8 августа 2004 года. В 2004 — 2011 годах команда выступала в первенстве России среди команд Первой лиги зоны «Поволжье». С 2012 года ХК «Челны» является участником Чемпионата Высшей хоккейной лиги в группе B.

- Волейбольный клуб «Динамо» — на протяжении нескольких лет выступал в Высшей лиге Б — Чемпионата России по волейболу среди мужских команд. С 2012 года из-за финансовых трудностей клуб вынужден был продолжить выступление в Первой лиге Чемпионата России.
- Мотобольный клуб «Сатурн» — единственный в Татарстане мотобольный клуб. Существовал с конца 1970-х до середины 2000-х годов. В 1989 году стал чемпионом первой лиги союзного первенства, в 1996 году — чемпионом России.
- «КАМАЗ-Мастер» — команда по ралли, связанная с автозаводом КАМАЗ. Экипажи «КАМАЗ-Мастер» 19 раз становились победителями ралли «Дакар» (ранее «Париж — Дакар»). В течение последнего десятилетия XX века команда «КАМАЗ-Мастер» завоевала 42 первых места, 12 вторых и 7 третьих. За этот период спортсмены принимали участие в Чемпионатах России, Кубке России и Кубке мира.

### Спортивные сооружения
- Стадион «КАМАЗ»
- Стадион «Строитель»
- Ледовый дворец спорта
- Ледовый дворец «КАМАЗ»
- Физкультурно-оздоровительный комплекс «Единая Россия»
- Спортивный комплекс «Олимпийский»
- Спортивный комплекс «Яр Чаллы»
- Спортивный комплекс «Витязь»
- Спортивный комплекс «Автозаводец»
- Спортивный комплекс «Комсомолец»
- Бассейн «Дельфин»
- Бассейн «Дулкын»
- Бассейн «Альбатрос»
- Бассейн «Юбилейный»
- Лыжная база «Снежок»
- Горнолыжный комплекс «Федотово»
- Картодром имени Олега Кухаренко
- Мотодром в посёлке ЗЯБ
- Ипподром
- Экстрим-парк в парке «Гренада»
- Центральный Шахматно-шашечный клуб «КАМАЗ» — первое в стране спортивное сооружение построенное по проекту шахматного клуба. (Признавался лучшим клубом страны (1988, 1989, 1990 и 1997 годы), был удостоен номинации третий шахматный клуб в мире (2007).)

### Крупные спортивные соревнования
- XIV Чемпионат Европы по традиционному Фудокан карате-до 2007 год[81]
- 1-й Чемпионат СССР среди шахматных клубов (1988 год)
- Международные Матчи «ЕВРО-АЗИЯ — ТАТАРСТАН» (2007, 2008, 2009, 2010 годы)
- Международный футбольный турнир на Кубок Президента Республики Татарстан (1995)
- Мемориал Р. К. Беляева (Международный турнир с нормой международного гроссмейстера) проведено 16 турниров (1996—2014)
- Мемориал Н. И. Мухамедзянова (Международный турнир с нормой международного мастера) проведён 7 турниров (2003—2010)
- Международный детский шахматный турнир «Автодорстрой» проведено 10 турниров (2001—2010)
- Мастер-класс 12-го чемпиона мира по шахматам Анатолия Евгеньевича Карпова (2-3 августа 2010)
- Матч на первенство мира Даниэл Хадорн (Швейцария) — Сергей Салов (СССР, Набережные Челны) среди ИКСК (1991 г.)
- Международный турнир по спортивным танцам «Кубок АКИБАНКА» (2011)
- Чемпионат Европы по шахматам среди школьных команд под эгидой ISCU (1—10 августа 2012 г.)
- Шахматные принцессы в Набережных Челнах-Турнир чемпионок мира среди девочек до 14 лет (2013, 2014)
- Этап Кубка России по шахматам среди женщин с участие сильнейших шахматисток страны (2-10 августа 2017год)

### Иное
Набережные Челны — один из немногих городов России, в которых проводятся соревнования на длительность беспосадочного полёта высоколётных голубей. Состязания по высоколётно-голубиному спорту проводятся Набережночелнинским городским клубом любителей-голубеводов с 1986 года.
В период нахождения в должности мэра Василя Шайхразиева в городе проводился чемпионат по метанию мобильников.

## Связь
Услуги сотовой связи на территории Набережных Челнов оказывают:
- МегаФон — ОАО «МСС-Поволжье»
- МТС — ОАО «МТС»
- Билайн — ОАО «Вымпелком»
- Tele2 Россия — ООО «Т2 Мобайл»
- Ростелеком — ПАО «Ростелеком»
- Летай — ПАО «Таттелеком»

Услуги стационарной телефонной связи и интернет:
- Ростелеком
- Дом.ru
- Таттелеком
- МТС
- Йота

## СМИ
В Набережных Челнах создано единое информационное пространство, которое помогает редакциям СМИ оперативно получать любую информацию и реализовывать новые медиа-проекты. В настоящее время в медиа-пространстве Набережных Челнов работает 61 средство массовой информации различных форм собственности. Из них 6 СМИ — государственные, 3 — ведомственные, 52 — коммерческие.

## Люди, связанные с Набережными Челнами
9 августа 2005 года в Набережных Челнах, в рамках празднования 75-летия города, установлены мемориальные доски на фасадах домов, где жили Герои Советского Союза и Герои Социалистического труда. Таким образом, будет увековечена память Героев Советского Союза: Юрия Борисовича Кардашенко, Николая Якуповича Якупова и Героев Социалистического Труда: Виктора Ивановича Герасименко, Геннадия Петровича Боровикова, Зуфара Минтимировича Иманова и Равиля Мифтаховича Низаметдинова.

## В культуре
Действие романа Шамиля Идиатуллина "Город Брежнев" (2017) происходит в Набережных Челнах в 1983 году.

## Города-побратимы
- Китай: Ляочэн, провинция Шаньдун, с 2009 года[88].
- Турция: Казан, 2015—2016 год. Набережные Челны прекратил отношения с турецким городом-побратимом Казан[89][90].